# Буршье, Джон (цареубийца)
Джон Буршье (англ. John Bourchier; примерно 1595, Бенингбро, Йоркшир, Королевство Англия — август 1660) — английский политический деятель, депутат Долгого парламента, участник суда над королём Карлом I. После Реставрации Стюартов избежал ответственности за вынесенный монарху смертный приговор, так как был неизлечимо болен.

## Биография
Джон Буршье принадлежал к побочной ветви аристократического рода: его прадед был внебрачным сыном Джона Буршье, 2-го барона Бернерса. Джон родился в 1595 году и стал старшим из выживших сыновей Уильяма Буршье и Кэтрин Баррингтон. Уильям в 1598 году был признан недееспособным из-за психической болезни, так что к малолетнему Джону перешли права на семейные владения, расположенные главным образом в Северном Йоркшире. Юного Буршье воспитывали мать и её брат сэр Фрэнсис Баррингтон, набожный пуританин, при Карле I оказавшийся в тюрьме из-за противодействия принудительному займу. Это могло существенно повлиять на политические взгляды Джона.
Буршье получил образование в колледже Христа в Кембридже. В 1609 году он был посвящён в рыцари, в 1614 году заседал в Палате общин как представитель Халла. В 1620 году сэр Джон стал акционером Виргинской компании, занимавшейся освоением Северной Америки (его вклад составил 37 фунтов 10 центов). Источники сообщают о конфликте между Буршье и его соседом графом Страффордом из-за начатых последним огораживаний: сэр Джон снёс часть установленных изгородей, из-за этого был оштрафован и даже провёл некоторое время в тюрьме.
В 1645 году Буршье стал главным шерифом Йоркшира. Тогда же (по другим данным, в 1647 году) он вошёл в состав Долгого парламента как депутат от Рипона. В декабре 1648 года сэра Джона включили в состав суда, рассматривавшего дело короля Карла I, и в январе 1649 года он в числе прочих судей подписал смертный приговор монарху. В 1651 и 1652 годах Буршье становился членом Государственного совета. Известно, что суд занял его сторону в тяжбе с наследниками Страффорда и принял решение о выплате компенсации в 6 тысяч фунтов, но неясно, получил ли сэр Джон хотя бы часть этих денег.
В 1660 году в Англии произошла реставрация монархии. Престол занял сын Карла I Карл II, потребовавший привлечения всех виновников смерти его отца к ответственности как цареубийц. Буршье, как и его коллеги по суду над королём, добровольно сдался властям. В это время он был тяжело болен, так что его не арестовали. Вскоре (в августе 1660 года) сэр Джон умер. Накануне смерти он заявил близким, что не жалеет о смертном приговоре, вынесенном Карлу I: «Я говорю вам, что это был справедливый поступок, — сказал он. — Бог и все хорошие люди признают это».
В браке с Анной Рольф сэр Джон стал отцом Баррингтона (1627 — 1695) и Бриджет (умерла в 1662).